# トヨタ・ランドクルーザー250
トヨタ・ランドクルーザー250（英：LAND CRUISER 250）は、トヨタ自動車が生産・販売するSUV。3代目レクサス・GXの姉妹車。

## 概要
2023年（令和5年）8月2日に世界初公開されたランドクルーザー250は、ランドクルーザープラドの後継車種にあたるが、日本やオーストラリアなどでこれまで用いられていたサブネームの「プラド」は、一部の国を除き廃止された（オーストラリアでは「プラド」のサブネームが一つの車種として定着していることもあり、「プラド」のサブネームを残したまま250へフルモデルチェンジするという扱いとなる）。先代までのライトデューティー系は代を重ねるごとに高級化が進んできたが、250は高い耐久性や走破性を持ちつつ、「多くの人々の生活と実用を支えるクルマ」との考えの下、コンセプトを原点回帰と定め、「ランクルを作り直す精神」で開発が進められた。それがこのモデルからプラドのサブネームを廃した所以である。
ランドクルーザープラドはランドクルーザー80、100、200といったステーションワゴン系のサブシリーズという立ち位置だったが、250はランドクルーザーの中核となるモデルとなり、300はタフで高級なフルサイズフラッグシップ、70はプロ用のヘビーデューティー、250はポピュラーなライトデューティーと、各シリーズの方向性が明確に示されることとなった。
3代目レクサス・GX（250系）と同様に直線基調としたエクステリアが特徴で、伝統とモダンを統合しながらも華美な意匠を避け、プロの道具としてのシンプルな頼もしさや、飽きの来ない洗練された機能美をデザインのキーワードとしている．インテリアも水平基調で、扱いやすいクロスカントリーカーに共通の、地形の視認性に優れる低いベルトラインや、条件の悪い中でも確実に操作できるスイッチ類など、先代までの豪華さから一転、リアルオフローダーとしての機能性を重視したデザインとなっている。
300系と同じGA-Fプラットフォームを採用し、ボディサイズは全長4,925 mm、全幅1,980 mm、全高1,870 mmと、先代モデルに比べ全長で100 mm、全幅95 mm、全高20 mm、それぞれ拡大。またホイールベースも2,850 mmと、60 mm延長されている。また、150系までのライトデューティー系のバックドアは非対称の観音開き、または右ヒンジの横開きだったが、250では初の跳ね上げ式に変更。
ヘッドランプは角目と丸目が用意されるが、ヘッドランプユニットは後からでも交換可能とのことである。但し、トヨタのランドクルーザー公式YouTubeチャンネルである「ランクルちゃんねる」で、製品開発担当者の高山稔が「丸目に交換できるのはリフレクター式ヘッドライトを採用しているVXのみで、ZXはプロジェクター式のため不可、同じリフレクター式のGXは販売店オプション設定がない。」と語っている。
パワートレーンは5種類が用意され、ランドクルーザーシリーズ初のハイブリッドシステムも用意された。
日本では2024年（令和6年）4月18日に正式発表され、同日より発売された。グレード体系は5人乗り仕様の「GX」、7人乗り仕様の「VX」と「ZX」の3種類を用意。パワートレインは1GD-FTV型2.8 Lディーゼルターボと2TR-FE型2.7 Lガソリンの2種が導入され、ガソリンエンジン車は「VX」のみの設定となる。また、発売を記念して「VX」と「ZX」をベースにした特別仕様車「First Edition」も設定され、計8,000台の限定で発売される。なお、「First Edition」は欧州向けにも発売される予定である。

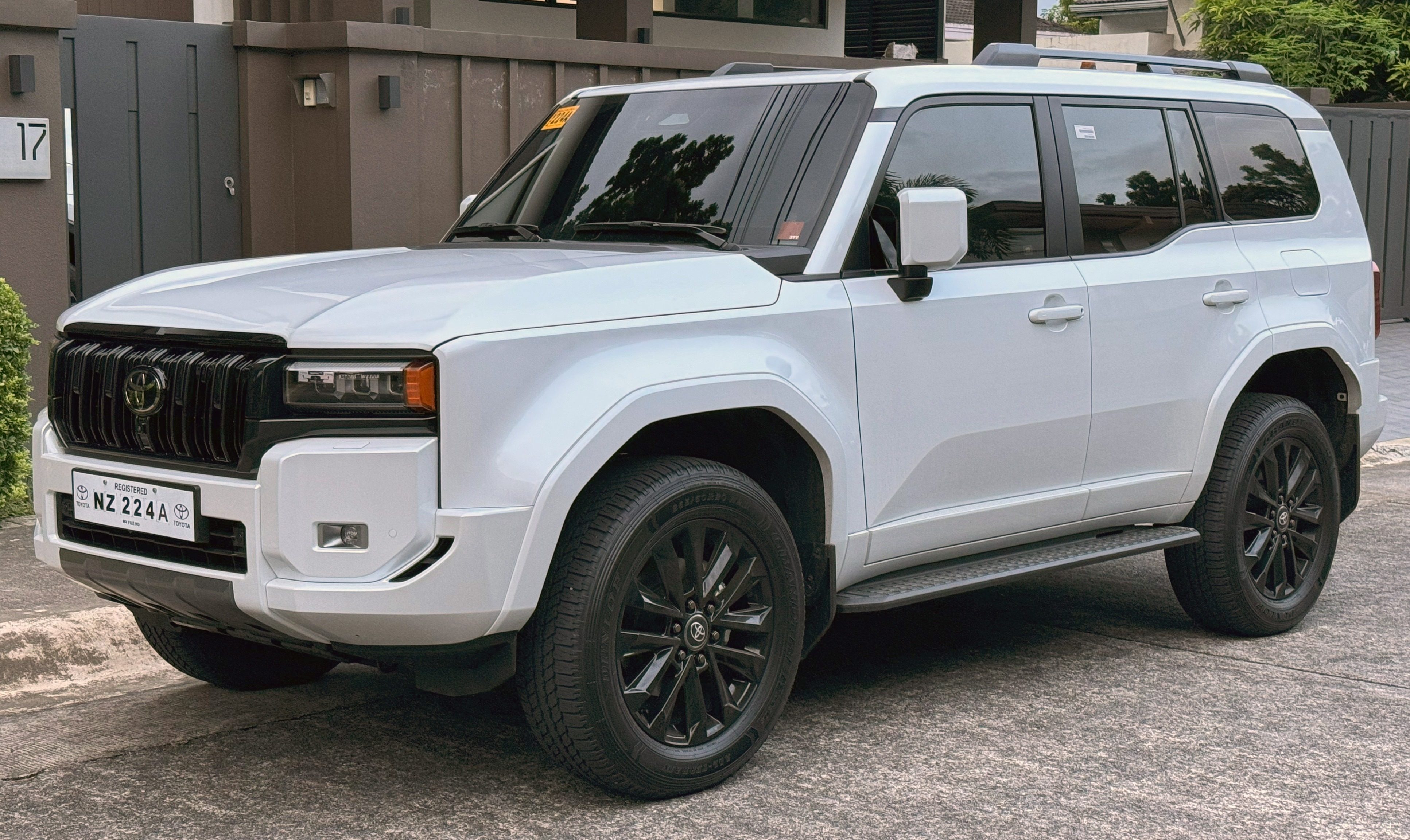
ランドクルーザープラド フロント
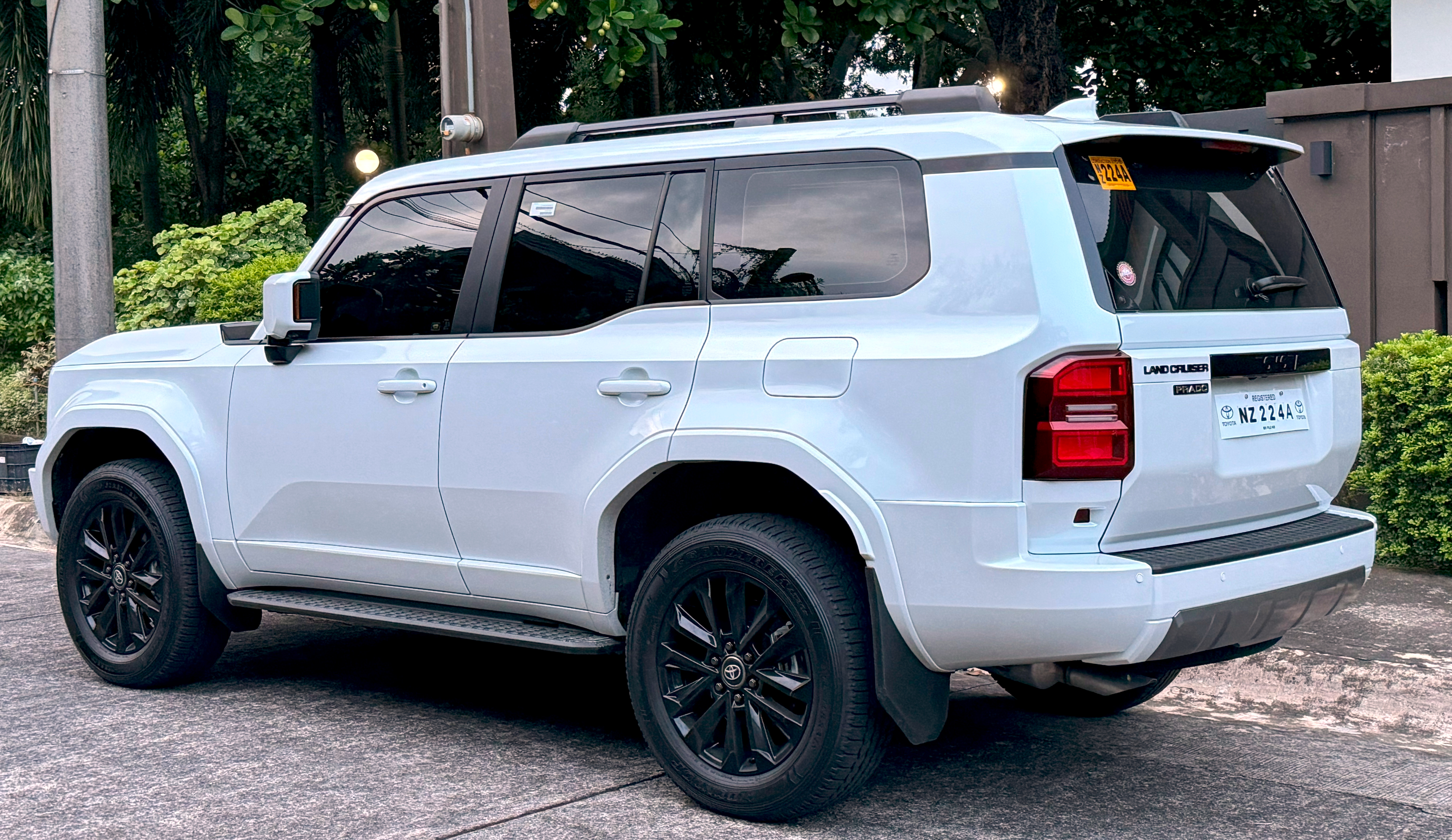
ランドクルーザープラド リア
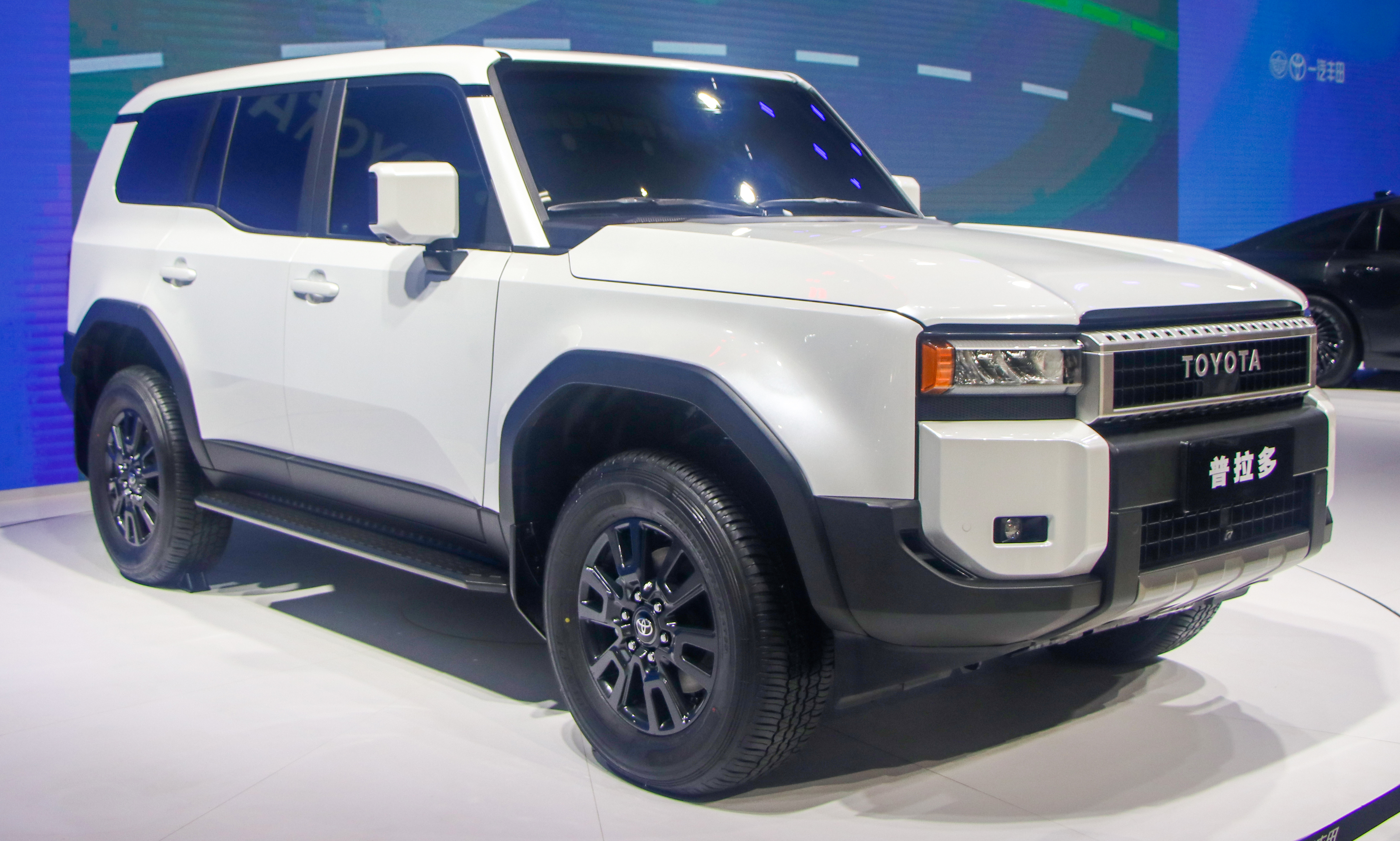
ランドクルーザープラド ハイブリッド仕様

### パワートレーン
エンジン
| ガソリンエンジン   | ガソリンエンジン                                      | ガソリンエンジン | ガソリンエンジン          | ガソリンエンジン           | ガソリンエンジン         |
| エンジン           | タイプ                                                | 排気量 (cc)      | 最高出力 (kW (PS)/rpm)    | 最大トルク (Nm (kgm)/rpm)  | 仕向地                   |
| ------------------ | ----------------------------------------------------- | ---------------- | ------------------------- | -------------------------- | ------------------------ |
| T24A-FTS           | 直列4気筒DOHCターボ                                   | 2,393            | 207 (281)                 | 430 (43.8)                 | 中近東・東欧             |
| 2TR-FE             | 直列4気筒DOHC EFI                                     | 2,694            | 120 (163) / 5,200         | 246 (25.1) / 3,900         | 東欧・日本               |
| ディーゼルエンジン |                                                       |                  |                           |                            |                          |
| エンジン           | タイプ                                                | 排気量 (cc)      | 最高出力 (kW (PS)/rpm)    | 最大トルク (Nm (kgm)/rpm)  | 仕向地                   |
| 1GD-FTV            | 直列4気筒DOHCターボ コモンレール                      | 2,755            | 150 (204) / 3,000 - 4,000 | 500 (51.0) / 1,600 - 2,800 | 西欧・東欧・中近東・日本 |
| ハイブリッド       |                                                       |                  |                           |                            |                          |
| エンジン           | タイプ                                                | 排気量 (cc)      | 最高出力 (kW (PS)/rpm)    | 最大トルク (Nm (kgm)/rpm)  | 仕向地                   |
| T24A-FTS           | 直列4気筒ターボ+電気モーター （パラレルハイブリッド)  | 2,393            | 243 (330) / 6,000         | 630 (64.2) / 1,700         | 北米・中国               |
| 1GD-FTV            | 直列4気筒ターボ+電気モーター （マイルドハイブリッド） | 2,755            | 150 (204)                 | 500 (51.0)                 | 豪州・西欧               |

変速機
| オートマチックトランスミッション | オートマチックトランスミッション | オートマチックトランスミッション | オートマチックトランスミッション | オートマチックトランスミッション | オートマチックトランスミッション | オートマチックトランスミッション | オートマチックトランスミッション | オートマチックトランスミッション | オートマチックトランスミッション | オートマチックトランスミッション | オートマチックトランスミッション | オートマチックトランスミッション | オートマチックトランスミッション                                               |
| 変速機                           | 1速                              | 2速                              | 3速                              | 4速                              | 5速                              | 6速                              | 7速                              | 8速                              | 後退                             | 減速比                           | 副変速比(高)                     | 副変速比(低)                     | 備考                                                                           |
| -------------------------------- | -------------------------------- | -------------------------------- | -------------------------------- | -------------------------------- | -------------------------------- | -------------------------------- | -------------------------------- | -------------------------------- | -------------------------------- | -------------------------------- | -------------------------------- | -------------------------------- | ------------------------------------------------------------------------------ |
| Direct Shift-8AT                 | 4.413                            | 2.808                            | 1.950                            | 1.511                            | 1.274                            | 1.000                            | 0.793                            | 0.651                            | 3.645                            | 3.583                            | 1.000                            | 2.566                            | 電子制御、2TR-FEを除くすべてのエンジン・ハイブリッドシステムと組み合わせられる |
| 6 Super ECT                      | 3.600                            | 2.090                            | 1.488                            | 1.000                            | 0.687                            | 0.580                            | -                                | -                                | 3.732                            | 4.777                            | 1.000                            | 2.566                            | 電子制御、2TR-FEもしくは1GD-FTV単体と組み合わせられる                          |